# شهرستان تاسکالوسا (آلاباما)
شهرستان تاسکالوسا، آلاباما (به انگلیسی: Tuscaloosa County, Alabama) شهرستانی در ایالات متحده آمریکا است که در آلاباما واقع شده‌است.

## خصوصیات
شهرستان تاسکالوسا ۳٬۴۹۹٫۰۹ کیلومترمربع مساحت دارد.